# Schottische Badmintonmeisterschaft 2023
Die Schottische Badmintonmeisterschaft 2023 fand vom 2. bis zum 5. Februar 2023 in Glasgow statt.

## Medaillengewinner
| Disziplin    | Gold                                | Silber                                | Bronze                         |
| ------------ | ----------------------------------- | ------------------------------------- | ------------------------------ |
| Herreneinzel | Callum Smith                        | Matthew Waring                        | James Robertson                |
| Herreneinzel | Callum Smith                        | Matthew Waring                        | Danny Robson                   |
| Dameneinzel  | Lauren Middleton                    | Chloe Hunt                            | Rachel Sugden                  |
| Dameneinzel  | Lauren Middleton                    | Chloe Hunt                            | Katrina Chan                   |
| Herrendoppel | Christopher Grimley Matthew Grimley | Alexander Dunn Adam Hall              | Evan Kenny Josh Taylor         |
| Herrendoppel | Christopher Grimley Matthew Grimley | Alexander Dunn Adam Hall              | Adam Pringle Ciar Pringle      |
| Damendoppel  | Julie MacPherson Ciara Torrance     | Lauren Middleton Eleanor O’Donnell    | Rachel Andrew Sarah Sidebottom |
| Damendoppel  | Julie MacPherson Ciara Torrance     | Lauren Middleton Eleanor O’Donnell    | Holly Newall Toni Woods        |
| Mixed        | Adam Hall Julie MacPherson          | Christopher Grimley Eleanor O’Donnell | Alexander Dunn Ciara Torrance  |
| Mixed        | Adam Hall Julie MacPherson          | Christopher Grimley Eleanor O’Donnell | Ciar Pringle Sarah Sidebottom  |